# My Little Pony: Equestria Girls – Sunset's Backstage Pass
My Little Pony: Equestria Girls - Sunset's Backstage Pass es un especial de televisión de una hora canadiense-estadounidense de animación Flash de 2019 basado en la franquicia de medios y juguetes My Little Pony: Equestria Girls de Hasbro, que es un derivado del relanzamiento de 2010 de la línea de juguetes My Little Pony de Hasbro. Escrito por Whitney Ralls y dirigido por Ishi Rudell y Katrina Hadley, es el cuarto especial de Equestria Girls de una hora, después de Forgotten Friendship (2018), Rollercoaster of Friendship (2018), Spring Breakdown (2019) y anterior a Holidays Unwrapped (2019).
El especial se transmitió por Discovery Family el 27 de julio de 2019.

## Argumento
Las Equestria Girls viajan al Festival de Música Starswirled, un evento de música en vivo de dos días. Sunset Shimmer y Pinkie Pie están emocionadas ante la perspectiva de una actuación de reunión de PostCrush, su dúo pop favorito formado por el vocalista/guitarrista Kiwi Lollipop (K-Lo) y el baterista Supernova Zap (Su-Z). A lo largo del primer día, Sunset se enfrenta a una serie de molestias menores, muchas de las cuales tienen que ver con un Pinkie que se distrae fácilmente. Las dos son expulsadas del festival después de que Pinkie destruye el carrito de un vendedor de churros, y Sunset rechaza enojada el intento de Pinkie de disculparse. Mientras se sienta abatida en la cima de una colina con vistas al sitio, una explosión de energía mágica la invade de repente.
Cuando Sunset se despierta a la mañana siguiente, descubre que está reviviendo el primer día del festival. Ella trata sin éxito de evitar que Pinkie se desvíe, y Pinkie nuevamente rompe el carrito de churros y más echa las ambos. En la siguiente repetición del día, Sunset deja a Pinkie atrás y obtiene un lugar en la primera fila para ver actuar a PostCrush, sin darse cuenta de la angustia de Pinkie y la desaprobación de las otras chicas por su decisión.
Sunset se sorprende al descubrir que todavía está reviviendo el mismo día una y otra vez, a pesar de haber logrado su objetivo, y culpa a Pinkie por la situación. Ella se apodera del vehículo recreativo en el que ella y sus amigos están acampando e intenta huir del sitio, pero se descompone y la deja atrapada en el ciclo del tiempo. Al día siguiente, Sunset envía un mensaje a la princesa Twilight Sparkle en Equestria. En una respuesta, Twilight le dice a Sunset que el bucle de tiempo es causado por un artefacto ecuestre mágico llamado Time Twirler, que puede recorrer el tiempo. Sunset luego decide encontrar a quien esté usando el artefacto y poner fin al ciclo del tiempo.
La letra de una canción de las Dazzlings hace que Sunset y sus amigos crean que están usando Time Twirler, pero Adagio Dazzle le explica a Sunset que nunca recuperaron su magia después de perderla y que no tienen nada que ver con el ciclo del tiempo. Decidida a tratar mejor a Pinkie, Sunset la consiente en una serie de actividades en la siguiente repetición. Las dos se escabullen detrás del escenario para encontrarse con PostCrush y descubrir que la pareja encontró el Time Twirler la noche anterior al festival. Han estado usando su hechizo para reiniciar el día cada vez que algo sale mal con su conjunto, con el fin de ofrecer una actuación impecable.
Un guardia de seguridad echa a Sunset y Pinkie a petición de PostCrush, pero luego las readmite. Se enfrentan al dúo justo cuando comienza el espectáculo; Pinkie golpea el Time Twirler del lazo de pelo de K-Lo y Sunset lo destruye, rompiendo permanentemente su hechizo. K-Lo y Su-Z se desesperan por no poder repetir el día, pero Sunset les asegura que sus fans solo quieren verlos actuar y divertirse. El dúo expresa remordimiento por sus acciones y se reconcilia, ofreciendo un espectáculo animado con Sunset y Pinkie.
A la mañana siguiente, Sunset se siente aliviada y llena de alegría al descubrir que ahora es el segundo día del festival. Al comentar que ha estado atrapada en el círculo durante tres semanas, se propone disfrutar del día con Pinkie.

## Reparto
- Rebecca Shoichet como Sunset Shimmer
- Tara Strong como Twilight Sparkle
- Ashleigh Ball como Applejack, Rainbow Dash y Lyra Heartstrings
- Andrea Libman como Pinkie Pie, Fluttershy y Bon Bon (Sweetie Drops)
- Tabitha St. Germain como Rarity y Locutora
- Lili Beaudoin como Kiwi Lollipop (K-Lo)
- Mariee Devereux como Supernova Zap (Su-Z)
- Kazumi Evans como Adagio Dazzle
- Diana Kaarina como Aria Blaze
- Maryke Hendrikse como Sonata Dusk
- Kathleen Barr como Puffed Pastry
- Lee Tockar como Snips

Las voces de canto de K-Lo, Su-Z y Aria Blaze son proporcionadas por Marie Hui, Arielle Tuliao y Shylo Sharity respectivamente. Shannon Chan-Kent proporciona la voz para cantar a Pinkie Pie y Sonata Dusk.
El especial también presenta papeles menores con Michael Dobson como guardia de seguridad y Tockar como artista del festival y pasante del festival, respectivamente.

## Doblaje
| Personaje             | Actor original      | Actor de doblaje · México                 |
| --------------------- | ------------------- | ----------------------------------------- |
| Sunset Shimmer        | Rebecca Shoichet    | Circe Luna (Maggie Vera en las canciones) |
| Twilight Sparkle      | Tara Strong         | Carla Castañeda                           |
| Applejack             | Ashleigh Ball       | Claudia Motta                             |
| Rainbow Dash          | Ashleigh Ball       | Analiz Sánchez                            |
| Lyra Heartstrings     | Ashleigh Ball       | Mireya Mendoza                            |
| Pinkie Pie            | Andrea Libman       | Melissa Gedeón                            |
| Fluttershy            | Andrea Libman       | Maggie Vera                               |
| Bon Bon/Sweetie Drops | Andrea Libman       | Claudia Motta                             |
| Rarity                | Tabitha St. Germain | Elsa Covián                               |
| Kiwi Lollipop         | Lili Beaudoin       | Angélica Villa                            |
| Supernova Zap         | Mariee Devereux     | Alicia Barragán                           |
| Adagio Dazzle         | Kazumi Evans        | Alejandría de los Santos                  |
| Aria Blaze            | Diana Kaarina       | Jessica Ortiz                             |
| Sonata Dusk           | Maryke Hendrikse    | Erika Langarica                           |
| Puffed Pastry         | Kathleen Barr       | Angélica Villa                            |
| Snips                 | Lee Tockar          | Miguel Ángel Ruiz                         |

## Mercancías
Una adaptación de la novela titulada My Little Pony: Equestria Girls: Make Your Own Magic: Starswirl Do-Over se publicó el 5 de febrero de 2019..

## Estreno
Sunset's Backstage Pass se emitió el 27 de julio de 2019 en Discovery Family. El especial fue editado en un corte de seis episodios en el canal oficial de YouTube My Little Pony. Su primer episodio fue subido el 17 de septiembre de 2019 y su último episodio el 13 de octubre.

### Episodios
| En general | Título del episodio | Fecha de emisión original | Duración | Duración total |
| ---------- | ------------------- | ------------------------- | -------- | -------------- |
| 1          | Parte 1             | 17 de septiembre de 2019  | 7:44     | 7:44           |
| 2          | Parte 2             | 22 de septiembre de 2019  | 7:43     | 15:27          |
| 3          | Parte 3             | 24 de septiembre de 2019  | 7:44     | 23:11          |
| 4          | Parte 4             | 29 de septiembre de 2019  | 7:43     | 30:54          |
| 5          | Parte 5             | 6 de octubre de 2019      | 7:43     | 38:37          |
| 6          | Parte 6             | 13 de octubre de 2019     | 7:40     | 46:17          |